# Geoffroy d'Amboise
 Geoffroy d'Amboise, né en 1483 mort le 15 avril 1518 à Poissy, est un ecclésiastique issu de la maison d'Amboise qui fut abbé de Cluny de 1510 à 1518.

## Biographie
Geoffroy d'Amboise est le 4e fils de Jean IV d'Amboise seigneur de  Bussy. Il est le frère cadet du cardinal Georges II d'Amboise et de Jean V d'Amboise évêque de Langres. Prieur de Souvigny il devient abbé de Cluny le 27 décembre 1510 après la résignation de son oncle Jacques  d'Amboise.
Il meurt à Poissy le 15 avril 1518. On retrouve sa sépulture avec celle de son oncle dans la chapelle Saint-Martial de l'abbaye de Cluny.